# Peninsula Apșeron
Peninsula Apșeron (în azeră Abşeron yarımadası) este o peninsulă din Azerbaidjan. Aici se află Baku, cel mai mare și cel mai populat oraș al țării, precum și zona metropolitană Baku, cu orașele sale satelite Sumqayıt și Hîrdalan. 
Există trei districte, dintre care două sunt urbane (Baku și Sumqayit), iar unul, (raionul Apșeron), este districtul suburban din regiunea Apșeron. 
Se extinde 60 kilometri (37 mi) spre est în Marea Caspică și atinge o lățime maximă de 30 kilometri (19 mi). Deși, din punct de vedere tehnic, este extinderea cea mai estică a Munților Caucaz, peisajul este ușor deluros, cu o câmpie ușor ondulată care se termină într-o lungă serie de dune de nisip cunoscută sub numele de Shah Dili, și acum declarată Parcul Național Abșeron. În această parte, peninsula este tăiată de râuri și conține numeroase lacuri sărate. 
Denumirea "Apșeron" provine din limba persană: āb šuran (ape sărate). Această expresie a dat numele și orașului Apșeronsk din Ținutul Krasnodar, Rusia. 
Geograful danezo-francez Conrad Malte-Brun a afirmat în 1810 că un nume alternativ al peninsulei a fost Okoressa.

## Geografie

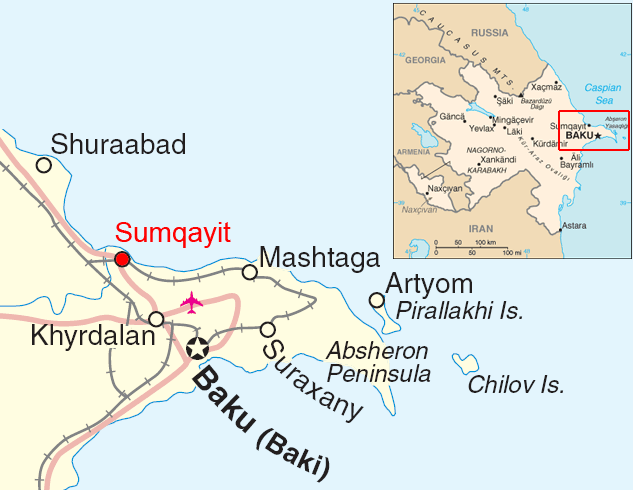
Peninsula Apșeron cu municipalitățile sale

Peninsula Apșeron este aproape de zona metropolitană Baku, deoarece zona metropolitană Baku este formată din orașul Baku, Sumgayit și Hîrdalan, în timp ce Peninsula Apșeron este formată din orașul Baku, Sumgayit și raionul Apșeron al cărui centru este Hîrdalan. 

## Climat
Peninsula Apșeron are o climă temperată semi-aridă (clasificarea climatului Köppen: BSk), cu veri calde și uscate, ierni reci și ocazional umede și vânturi puternice tot timpul anului.  
Peninsula este cea mai aridă parte a Azerbaidjanului (precipitațiile aici sunt în jur de 200 millimetrui (8 in) sau mai puțin pe an). Majoritatea precipitațiilor ușoare anuale apar în alte anotimpuri decât vara, dar niciunul dintre aceste anotimpuri nu este deosebit de umed. Vegetația naturală a Peninsulei Absheron este stepa uscată și semi-aridă. Datorită climatului semi-arid, agricultura locală necesită irigare. 

## Economie
Începând cu anii 1870, Peninsula Apșeron a fost locul uneia dintre cele mai vechi producții de petrol din lume. O mare parte a peisajului rămâne cicatrizată de sondele care ruginesc. În ciuda problemelor grave cu deteriorarea mediului și poluării, Apșeron este cunoscut pentru florile sale, pentru horticultură, duzi și smochini. Coasta de nord are plaje largi, deși mai puțin curate, care sunt atracții turistice locale populare. 
Oameni bogați s-au stabilit în Peninsula Abșeron, ca de exemplu Robert Nobel și Zeinalabdin Taghiev. 

## Resurse naturale
Există resurse naturale, cum ar fi petrolul, varul, nisipul și sarea în peninsulă. Peninsula are lacuri celebre precum Masazir, Hojahasan și Boiuk Șor. Câteva puțuri petroliere vechi ale lumii sunt situate în Peninsula Apșeron. Azerbaidjan se află pe primul loc în funcție de varietatea vulcanilor noroioși din Abșeron. 400 din cei 800 de vulcani noroioși din Asia (1100 în total) sunt situați în bazinul petrolier-caspic, precum și în zonele uscate din Azerbaaijan și alte insule din zona acvatică a Mării Caspice. 

## Drumuri principale
Principalele autostrăzi ale țării sunt în Baku și în Peninsula Apșeron. Acestea sunt autostrăzile dinspre Aeroportul Internațional Heidar Aliev, portul mării, Gara Baku și altele care leagă capitala cu alte regiuni ale țării. Aici trec conducte majore de petrol și gaze. Baku TRACECA (Coridorul de transport Europa - Caucaz - Asia) este punctul principal al coridorului de trafic internațional. În cadrul acestui proiect, Azerbaidjanul participă la restabilirea drumului istoric al mătăsii. 